# Бреусівська сільська рада
Бреусівська сільська рада — колишній орган місцевого самоврядування у Козельщинському районі Полтавської області з центром у селі Бреусівка.

## Населені пункти
Сільраді були підпорядковані населені пункти:
- c. Бреусівка
- с. Винники
- с. Красносілля
- с. Новоселівка
- с. Олександрівка Друга
- с. Хмарине
- с. Чечужине